# Choushinsei Flashman
Choushinsei Flashman (超新星フラッシュマン, Chōshinsei Furasshuman, vertaalt als Supernova Flashman) was de tiende Sentai-serie geproduceerd door Toei. De serie werd van maart 1986 tot februari 1987 uitgezonden en bestond uit 50 afleveringen.
Flashman was de eerste serie waarin het team over twee robots beschikte.

## Verhaallijn
In 1966 werden vijf kinderen ontvoerd door een groep buitenaardse wezens van het keizerrijk Mess, dat graag monsters van mensen wilde voor experimenten. Ze werden gered door een ander buitenaards ras genaamd de Flash, die de vijf meenamen naar hun eigen zonnestelsel voor speciale training.
In 1986 keren de vijf terug naar de Aarde om deze te verdedigen tegen Mess. Ze kunnen echter maar een jaar op Aarde blijven. Daarna zullen de speciale krachten die ze door hun training op de Flashplaneten hebben gekregen weer verdwijnen (het antiflashfenomeen).

## Personages

### Flashmannen
- Jin (ジン, Jin) / Red Flash (レッドフラッシュ, Reddo Furasshu): hij is opgegroeid op de Flash-ster, de hoofdplaneet van het Flashzonnestelsel. Hij beschikt over enorme wetenschappelijke kennis. Hij werd ontvoerd toen hij 3 jaar oud was en draagt nog altijd een litteken van die dag bij zich. Omdat hij op het moment van de ontvoering het oudst van de vijf was, zijn zijn herinneringen aan die dag het sterkst.
- Dai (ダイ, Dai) / Green Flash (グリーンフラッシュ, Gurīn Furasshu): hij is opgegroeid op de rotsachtige groene ster. Als gevolg hiervan is hij abnormaal sterk. Hij wordt vrienden met de boxer Ryuu Wakakusa, die hem ook leert boxen. Hij heeft een zwakke plek voor vrouwen en houdt van de natuur.
- Bun (ブン, Bun) / Blue Flash (ブルーフラッシュ, Burū Furasshu): Hij is opgegroeid op de woestijnachtige blauwe ster en beschikt over supersnelheid. Hij is de jongste van het team. In de woestijn leerde hij tevens zware overlevingstechnieken zoals 30 dagen overleven op slechts één kopje water en tegen muren klimmen.
- Sara (サラ, Sara) / Yellow Flash (イエローフラッシュ, Ierō Furasshu): opgegroeid op de ijzige gele ster. Daardoor komt ze vaak koud en serieus over. Ze kan de aanvallen en technieken van haar vijanden analyseren.
- Lou (ルー, Rū) / Pink Flash (ピンクフラッシュ, Pinku Furasshu): opgegroeid op de roze Flash-ster. Door de hoge zwaartekracht op deze planeet heeft ze de kracht ontwikkeld om enorm hoog te kunnen springen.

### Hulp
- Mag (マグ, Magu): de robotassistent van het team, gebouwd door de Flashwezens om de Flashmannen te vergezellen bij hun missie.
- Dr. Tokimura (時村博士, Tokimura-hakase): een aardse wetenschapper die de Flashmannen assisteert met zijn uitvindingen. Hij blijkt in de laatste aflevering Sara’s vader te zijn.
- Setsuko Tokimura (時村節子, Tokimura Setsuko): Doctor Tokimura’s vrouw.
- Ley Baraki (レー・バラキ, Rē Baraki): een andere krijger die training heeft ondergaan bij de Flashwezens. Hij geeft de Flashmannen de Flash Titan-robot wanneer de Flash King-robot is beschadigd.

### Reconstructive Experiment Empire Mess
Het Reconstructive Experiment Empire Mess (改造実験帝国メス, Kaizō Jikken Teikoku Mesu) is een groep buitenaardse wezens die planeten overneemt en de levensvormen op deze planeten gebruikt voor hun experimenten. Hun doel is om hun leider, keizer Lar Deus, te veranderen in het sterkste wezen in het universum.
- Great Emperor Ra Deus (大帝ラー・デウス, Dai Tei Rā Deusu): de leider van Mess. Hij verandert uiteindelijk in het monster Za Deusoola.
- Great Doctor Lee Keflen (大博士リー・ケフレン, Dai Hakase Rī Kefuren): een Messwetenschapper die oorspronkelijk ook van de Aarde komt. Hij creëert de monsters van het Messrijk. Hij ontpopt zichzelf uiteindelijk als een verrader die de meeste leden van Mess in monsters verandert. Hij is aan het begin van de serie reeds 300 jaar oud.
- Ley Wanda (レー・ワンダ, Rē Wanda): een Messofficier. Hij is overmoedig en beschouwt zichzelf als een superieur wezen.
- Ley Nefel (レー・ネフェル, Rē Neferu): Messofficier en loyale soldaat. Ze kan zich vermommen als mens en zo spioneren voor Mess.
- Ley Galus (レー・ガルス, Rē Garusu): een grote en sterke Messcommandant die halverwege de serie sterft.
- Wolk and Kilt (ウルク&キルト, Uruku to Kiruto): Nefels assistanten.
- Sir Cowler (サー・カウラー, Sā Kaurā) (15-48): de leider van de Alien Hunters, die twintig jaar geleden verantwoordelijk waren voor de ontvoering van de kinderen die uiteindelijk Flashmannen zouden worden.
- Bo Gardan (ボー・ガルダン, Bō Garudan) (43-48): de assistent-leider van de Alien Hunters.
- Alien Hunters (エイリアンハンター, Eirian Hantā): een groep premiejagers die voor Mess levensvormen ontvoeren van allerlei planeten.
- Zolors (ゾロー, Zorō): de soldaten van Mess.
- Beast Warriors (獣戦士, Jū Senshi): de monsters van Mess. Ze zijn kruisingen van de genen van zowel aardse als buitenaardse levensvormen.

## Mecha
- Round Base (ラウンドベース, Raundo Bēsu): een vliegend fort dat de Flashmannen naar de Aarde bracht.
- Star Condor (スターコンドル, Sutā Kondoru): een vliegtuigachtig transportmiddel dat de mecha van Flash King vervoert.
- Flash King (フラッシュキング, Furasshu Kingu): enorme Flashmanrobot. Gewapend met het Cosmo Zwaard. Zijn aanval is de Super Cosmo Flash (スーパーコズモフラッシュ, Sūpā Kozumo Furasshu). Andere wapens zijn het King Schild (キングシールド, Kingu Shīrudo), King Missiles (キングミサイル, Kingu Misairu) en King Knuckles (キングナックル, Kingu Nakkuru)
  - Tank Command (タンクコマンド, Tanku Komando): Red Flash' mecha.
  - Jet Delta (ジェットデルタ, Jetto Deruta): Green Flash en Yellow Flash' mecha. **Jet Seeker (ジェットシーカー, Jetto Shīkā): Blue Flash en Pink Flash' mecha.

- Flash Titan (フラッシュタイタン, Furasshu Taitan): trailervormige back-upmecha voor de Flashmannen.
  - Titan Boy (タイタンボーイ, Taitan Bōi): tweede Flashmanrobot. Zijn wapens zijn de Radial Cutters (ラジアルカッター, Rajiaru Kattā) en Boy Cannons (ボーイキャノン, Bōi Kyanon) (Flash Titans smokestacks)
- Great Titan (グレートタイタン, Gurēto Taitan): de enorme robot die ontstaat uit de combinatie van Titan Boy en Flash Titans trailer. Aanval: Titan Nova (タイタンノバ, Taitan Noba)

## Afleveringen
1. Hurry! Save the Earth (急げ! 地球を救え Isoge! Chikyū o Sukue)
2. Behold! The Giant Robo (見たか! 巨大ロボ Mita ka! Kyodai Robo)
3. An Old Enemy? Hunter! (宿敵? ハンター! Shukuteki? Hantā!)
4. Mag is a Genius Robo?! (マグは天才ロボ?! Magu wa Tensai Robo?!)
5. In the Care of the Female Warriors! (女戦士に御用心! Onna Senshi ni Go-yōjin!)
6. Roar! Machine (ほえろ! マシーン Hoero! Mashīn)
7. Balloon! Become a Weapon (風船よ武器になれ Fūsen yo Buki ni Nare)
8. Father!! Mother!! Little Sister! (父よ! 母よ! 妹よ Chichi yo! Haha yo! Imōto yo)
9. The Doctor Who Travels Through Time (時をかける博士 Toki o Kakeru Hakase)
10. Attack! The Flower Girl's Trap (撃て! 花少女の罠 Ute! Hana Shōjo no Wana)
11. Lou is the Beast Warrior's Mother (ルーは獣戦士の母 Rū wa Jū Senshi no Haha)
12. Super Power! Wanda (超パワー! ワンダ Chō Pawā! Wanda)
13. Intense Battle! Danger, Jin (激闘! 危うしジン Gekitō! Ayaushi Jin)
14. Love!? Bun and the Female Gangster (恋!? ブンとスケ番 Koi!? Bun to Sukeban)
15. The Giant Robo is Worn Out (巨大ロボ破れたり Kyodai Robo Yaburetari)
16. The Human Minimini Plan (人間ミニミニ作戦 Ningen Minimini Sakusen)
17. The Mysterious Giant Reckless Car! (謎の巨大暴走車! Nazo no Kyodai Bōsō Kuruma!)
18. Big Turnaround! The Transforming Robo (大逆転! 変身ロボ Dai Gyakuten! Henshin Robo)
19. Baraki's Dying Warning (バラキ決死の伝言 Baraki Kesshi no Dengon)
20. Revival! Giant Robo! (復活! 巨大ロボ! Fukkatsu! Kyodai Robo!)
21. Sorrowful Sara (悲しみのサラ Kanashimi no Sara)
22. SOS! Phoenix! (SOS! 不死鳥! Esu Ō Esu! Fushichō!)
23. Please, Throbbing! (お願いドキドキ! Onegai Dokidoki!)
24. The Occult Summer Vacation (オカルト夏休み Okaruto Natsuyasumi)
25. Hurry, Jin, Fusion is Impossible (急げジン合体不能 Isoge Jin Gattai Funō)
26. Space Pumpkin Cooking (宇宙カボチャ料理 Uchū Kabocha Ryōri)
27. Dai's Punch of Friendship (ダイ友情のパンチ Dai Yūjō no Panchi)
28. Sublime! Fiery Galus (壮絶! 炎のガルス Sōzetsu! Honō no Garusu)
29. Monstrous Warrior Wandarla (妖獣士ワンダーラ Yōjūshi Wandāra)
30. Bizarre Nefelura (怪奇ネフェルーラ Kaiki Neferūra)
31. It Vanished! The Power of the 5 (消えた! 5人の力(パワー) Kieta! Gonin no Pawā)
32. We Like You, We Like You, Mag, We Like You (すきすきマグすき Suki Suki Magu Suki)
33. Papa Won't Lose! (パパは負けない! Papa wa Makenai!)
34. Bun Disappeared in the Rapids (激流に消えたブン Gekiryū ni Kieta Bun)
35. The Starry Sky's Duet (星空のデュエット Hoshizora no Dyuetto)
36. The Shocking Wonder Bug (ドッキリ不思議虫 Dokkiri Fushigi Mushi)
37. A Ghost's First Love (幽霊の初恋 Yūrei no Hatsukoi)
38. The Day Jin Dies?! (ジンが死ぬ日?! Jin ga Shinu Hi?!)
39. Burn, Angry Sara (燃えろ怒りのサラ Moero Ikari no Sara)
40. Execution City, Operation XX (処刑都市XX作戦 Shokei Toshi Daburu Kurosu Sakusen)
41. Dai Becomes a Child (子供にされたダイ Kodomo ni Sareta Dai)
42. Don't Cry! Female Warriors (泣くな!女戦士 Naku na! Onna Senshi)
43. Cowler's Treachery! (カウラーの反逆! Kaurā no Hangyaku!)
44. Deus Beast Warriors Appear (デウス獣戦士出現 Deusu Jū Senshi Shutsugen)
45. Warrior! Leave the Earth (戦士よ地球を去れ Senshi yo Chikyū o Sare)
46. Only 20 Days to Live!! (たった20日の命!! Tatta Nijūichi no Inochi!!)
47. Wanda! Death Cry (ワンダ! 死の絶叫 Wanda! Shi no Zekkyō)
48. The End of Cowler!! (カウラーの最期!! Kaurā no Saigo!!)
49. Counterattack, Ra Deus (逆襲ラー・デウス Gyakushū Rā Deusu)
50. Farewell! Our Home Planet (さらば! 故郷の星 Saraba! Kokyō no Hoshi)

### Specials
- Choushinsei Flashman
- Flashman: Big Rally! Titan Boy! (bioscoopbewerking van afleveringen 17 tot 19)